# جيمس ر. وايتنغ
جيمس ر. وايتنغ (بالإنجليزية: James R. Whiting)‏ هو محامي وقاضي أمريكي، ولد في 30 أبريل 1803، وتوفي في 16 مارس 1872.